# Fëdor Ignat'evič Stravinskij
Fëdor Ignat'evič Stravinskij (in russo  Фёдор Игна́тиевич Страви́нский?; Noviy Dvor, 20 giugno 1843 – San Pietroburgo, 21 novembre 1902) è stato un basso russo.
Cantante lirico, celebre basso del Teatro Mariinskij di San Pietroburgo dove svolse tutta la sua attività, fu il padre del compositore Igor' Fëdorovič Stravinskij.

## Biografia

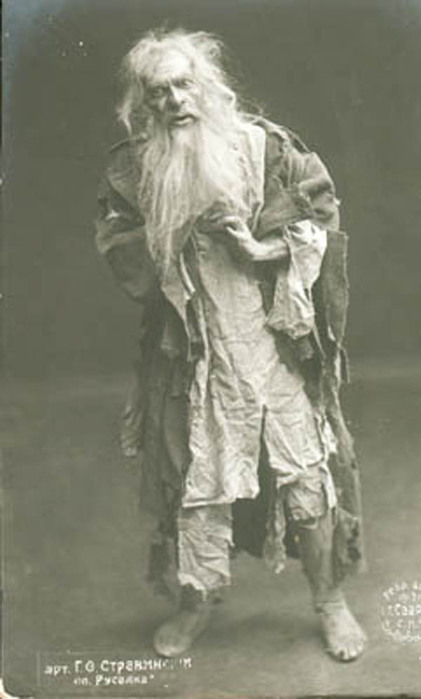
Fëdor Stravinskij in Rusalka

Fëdor Stravinskij nacque da una famiglia nobile di origine polacca; suo padre, Ignacy, era un agronomo nativo della contea di Soulima, una regione della Vistola, da cui derivò il nome originario della famiglia, Soulima-Stravinskij. Il padre di Fëdor era cattolico e sposò Aleksandra Ivanovna Skorochodova, figlia di un proprietario terriero russo di religione ortodossa; poiché la legge imperiale imponeva che i figli che nascevano da matrimoni misti dovessero essere cresciuti come ortodossi, Fëdor ricevette il battesimo secondo i riti della Chiesa russa.
Nel 1862 entrò al liceo Nizinskij e partecipò come cantante al coro della chiesa; avendo una bella voce di basso lasciò presto gli studi per iscriversi al Conservatorio di San Pietroburgo diventando allievo di Camille Everardi. In seguito si iscrisse alla facoltà di legge laureandosi nel 1869. Appena diplomato iniziò a esibirsi come cantante solista all'Opera di Kiev; il primo ruolo che interpretò fu Méphistophélès nel Faust di Charles Gounod. Mantenne l'incarico per alcuni anni prima di passare nel 1873 al Teatro Bol'šoj Kamennyj di San Pietroburgo e quindi nel 1876 al Teatro Mariinskij, dove cantò per tutta la sua carriera, interpretando in 26 anni ben 59 opere.  A Kiev conobbe Anna Kirillovna Kholodovskaya, figlia di un alto funzionario; si sposarono ed ebbero quattro figli, Roman, Jurij, Igor' e Gurij.
Durante la sua attività artistica fu interprete di numerosi ruoli, predilegendo sempre il repertorio russo; cantò in molte opere di Čajkovskij, fu Sua Altezza Reale ne Il fabbro Vakula, Dunois ne La Pulzella d'Orléans, Mamyrov ne L'incantatrice. Interpretò il ruolo principale di Rusalka di Dargomyžskij  e di Nonno Gelo in Sneguročka di Rimskij-Korsakov. Interpretazione in cui fu molto ammirato fu quella del personaggio di Farlaf in Ruslan e Ljudmila di Glinka, una delle sue migliori realizzazioni.
Fëdor Stravinskij aveva una grande tecnica vocale che ottenne studiando canto secondo il metodo italiano alla scuola di Everardi. Divenne celebre non solo per la voce, ma anche per il suo talento drammatico e la padronanza della scena. Caratterialmente fu un uomo difficile, impulsivo, distaccato nei riguardi della famiglia, era spesso soggetto ad attacchi di rabbia improvvisi, come racconta il figlio Igor che da bambino ne era letteralmente terrorizzato.
Nel 1900 si ammalò di cancro che gli fu diagnosticato in seguito a una brutta caduta sul palcoscenico del teatro dell'Opera; fu curato a Berlino con radioterapia, ma la malattia era ormai in uno stadio avanzato e morì a San Pietroburgo il 21 novembre del 1902. Fu sepolto nel cimitero Novodevičij; nel 1917 il nuovo governo lo fece spostare al cimitero Tichvin presso il monastero di Aleksandr Nevskij, vicino a Čajkovskij e Rimskij-Korsakov; il nuovo sito venne riservato dalle autorità come luogo di sepoltura nazionale degli artisti.